# Ocotea vasquezii
Ocotea vasquezii är en lagerväxtart som beskrevs av Van der Werff. Ocotea vasquezii ingår i släktet Ocotea och familjen lagerväxter. Inga underarter finns listade i Catalogue of Life.